# Langue de glace Drygalski
Pour les articles homonymes, voir Glacier Drygalski.

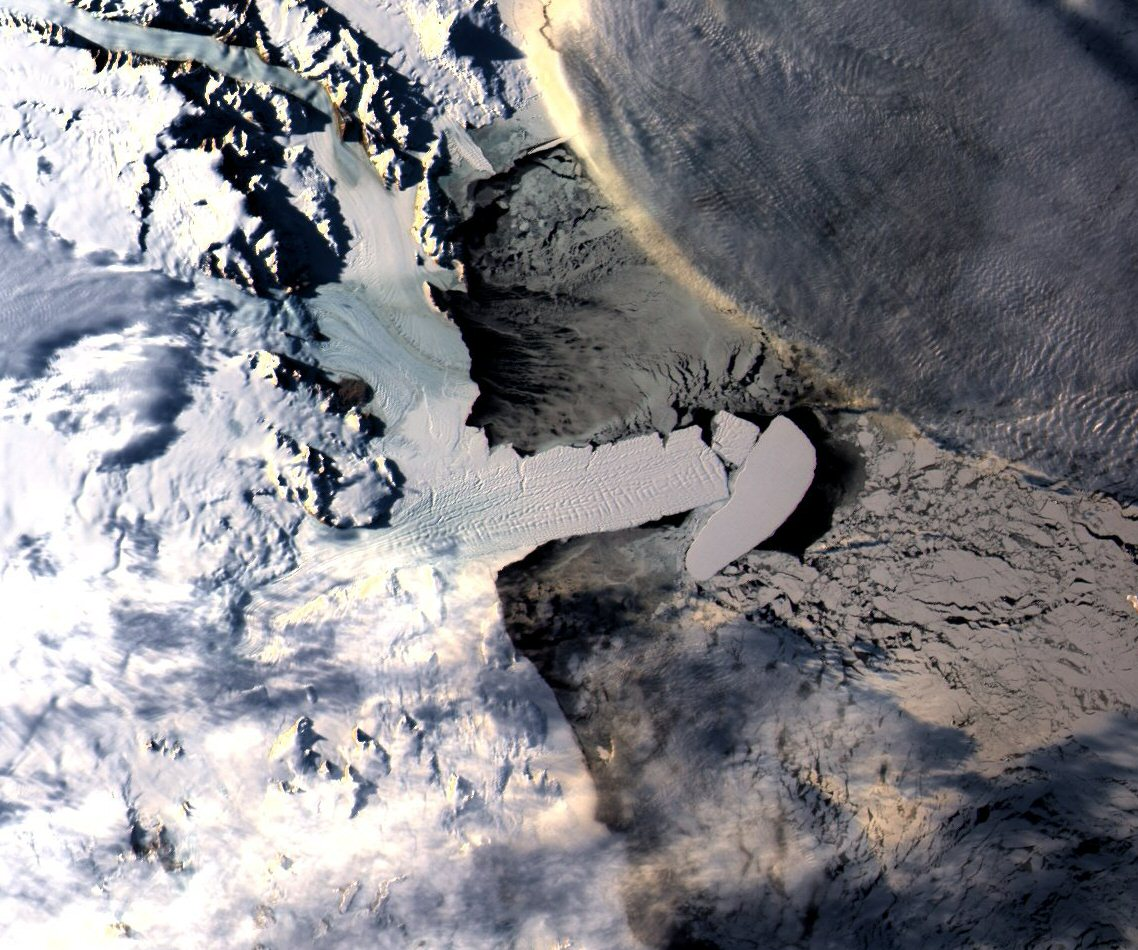
L'iceberg C-16 entrant en collision avec la langue de glace Drygalski le 30 mars 2006

La langue de glace Drygalski (ou barrière Drygalski) est un glacier antarctique situé sur la côte de Scott, au nord du détroit de McMurdo dans la dépendance de Ross. Il est situé à 240 km au nord de l'île de Ross, à environ 75°24'S et 163°30'E. La langue de glace Drygalski, est relativement stable par rapport aux autres langues de glaces antarctiques, et s'étend sur 70 km depuis le glacier David, atteignant la mer depuis une vallée dans la chaîne du Prince-Albert de la Terre Victoria. Elle mesure de 14 à 24 km de large et est estimée être âgée d'au moins 4 000 ans.
Robert Falcon Scott, capitaine de l'expédition Discovery (1901-1904), découvre la langue de glace Drygalski en janvier 1902, la nommant en honneur d'Erich von Drygalski, un explorateur contemporain alors aussi en Antarctique. Le nom est bien établi même avant l'application systématique de noms communs spécifiques ; c'est techniquement une langue de glacier mais on retient son nom de langue de glace pour lever toute ambiguïté quant à son identification.
De mars à avril 2005, un iceberg de 3 000 km2, désigné B-15A, un des morceaux restants de l'iceberg B-15, originellement issu de la plateforme de glace de Ross, d'où il s'est détaché le 17 mars 2000, entre en collision avec la langue de glace Drygalski ; deux morceaux de celle-ci se cassent et se séparent du reste, chacun d'une superficie d'environ 70 km2.
Fin mars 2006 un autre iceberg de la plateforme de glace de Ross, C-16, entre en collision avec la langue de glace Drygalski, dégageant un autre morceau, celui-ci de plus de 100 km2.
Le glacier Drygalski, de l'autre côté de l'Antarctique dans la Terre de Graham, est souvent confondu avec la langue de glace Drygalski.